# Riacho de Santana (kommun i Brasilien, Rio Grande do Norte)
Riacho de Santana är en kommun i Brasilien.   Den ligger i delstaten Rio Grande do Norte, i den östra delen av landet, 1 500 km nordost om huvudstaden Brasília. Antalet invånare är 4 157.
Omgivningarna runt Riacho de Santana är huvudsakligen savann. Runt Riacho de Santana är det ganska glesbefolkat, med 31 invånare per kvadratkilometer.